# كوتا يويدا
كوتا يويدا (باليابانية: 上田 康太) (مواليد 9 مايو 1986)، هو لاعب كرة قدم  ياباني سابق كان يلعب كلاعب وسط.

## وصلات خارجية
- كوتا يويدا على موقع رابطة كرة القدم اليابانية للمحترفين (اليابانية)
- كوتا يويدا على موقع قاعدة بيانات كرة القدم.إي يو (الإنجليزية)
- كوتا يويدا على موقع Soccerway.com (الإنجليزية)
- كوتا يويدا على موقع عالم كرة القدم.نت (الإنجليزية)
- كوتا يويدا على موقع كووورة